# Анатомия убийства
«Анатомия убийства» (англ. Anatomy of a Murder) (1959) — чёрно-белая юридическая драма режиссёра Отто Премингера, экранизация одноимённого романа-бестселлера (1958) Джона Волкера, судьи Верховного суда штата Мичиган, писавшего под псевдонимом Роберт Трэвер. Главные роли исполнили Джимми Стюарт, Ли Ремик, Бен Газзара и Джордж К. Скотт.
Основой сюжета стал случай из практики Волкера, когда он защищал лейтенанта Коулмана А. Петерсона, 31 июля 1952 года застрелившего насмерть Мориса Ченауэта в Биг-Бэй в Мичигане. На начавшемся 15 сентября того же года судебном заседании Волкер использовал редкую версию защиты, показав, что на момент убийства Петерсон находился в состоянии краткой невменяемости, что он назвал «непреодолимым импульсом» — такая линия защиты не использовалась в мичиганском правосудии с 1886 года. 23 сентября суд, после четырёх часов размышления, вынес Петерсону оправдательный приговор. На момент выхода фильм получил противоречивые отзывы и какое-то время был запрещён к показу в Чикаго. Лента получила семь номинаций на премию «Оскар», включая за лучший фильм, и кубок Вольпи Венецианского кинофестиваля за актёрскую работу Джеймса Стюарта.
В 2012 году включён в Национальный реестр фильмов, обладая «культурным, историческим или эстетическим значением». По версии Американского института кино Джеймс Стюарт занимает 3-е место в списке мужчин списка 100 звёзд, а картина — 7-е место в списке «10 лучших судебных драм» 10 фильмов из 10 жанров.

## Сюжет
С тех пор как холостяк Пол Биглер (Джеймс Стюарт) проиграл заявку на переизбрание на пост окружного прокурора, который занимал десять лет, он занимается мелкими делами вместе с секретаршей Мэйдой Ратледж (Ив Арден), но при случае рассматривает типичные юридические случаи, чтобы поддерживать на плаву свой бизнес. В свободное время он рыбачит, играет на пианино и тусуется со своим коллегой-алкоголиком Парнеллом Маккарти (Артур О’Коннелл), также находящимся в стороне от судебной жизни.
С адвокатом связывается миссис Лаура Мэнион (Ли Ремик), нанимающая того для защиты мужа Фредерика Мэниона (Бен Газзара), 28-летнего лейтенанта армии США, ветерана Корейской войны, 16 августа выпустившего в насильника жены Барни Квилла пять пуль, и обвинённого в убийстве из мести первой степени. Вместе с потерпевшей, везде берущей с собой собачку Маффи, скрывающий фингал солнцезащитными очками, Биглер навещает обвиняемого. Выясняется, что тот женат вторым браком, как и его жена, общих или детей от предыдущих отношений нет, насильник был застрелен из «Люгера» почти сразу после того, как Лаура обо всём сообщила мужу. Парнелл толкает Биглера к тому, чтобы тот выступил в защиту грубого военного.
На второй встрече Биглер говорит, что застань муж насильника за преступлением, убийство было бы оправдано. Размышляя над поводом убийства, Фредерик говорит, что вышел из себя до безумства. Пол встречается с Лаурой в своём доме. Девушка говорит, что заскучала с первым мужем. В тот день Квилл, владелец бара, решил подвезти её к стоянке трейлеров, так как на дворе была ночь, а по его словам в округе рыскали медведи, но не приставал по дороге. Внезапно он остановился на обочине и изнасиловал её, называя «армейской шлюхой», хотя врач при осмотре не обнаружил следов насилия. Подъехав к стоянке, он начал преследовать девушку, но той удалось добраться до трейлера благодаря псу, державшему в зубах фонарик. Отпустив потерпевшую, Биглер предлагает Маккарти, ни разу в жизни не работавшим над громким убийством, сотрудничество, тот соглашается, но не желает присутствовать в зале суда.
Мэнион говорит, что не помнит ничего после того, как зашёл с пистолетом в бар Квилла. Биглер берёт дело за гонорар в 3000 долларов, однако обвиняемый говорит, что денег у него нет, 150 долларов он выдаст в день зарплаты, а на остальную сумму выпишет чек после выигрыша дела.
Митч Людвик (Брукс Уэст), окружной прокурор, с радостью встречает коллегу. Детектор лжи показал, что потерпевшая была изнасилована, однако процедура не имеет юридической силы, лишь моральную. Миссис Мэнион продолжает легко флиртовать с адвокатом, заявляя, что порванное нижнее бельё не удалось обнаружить. Она боится ревнивого мужа и не решается уйти от него. Биглер посещает бар гостиницы «Тандер-Бей», где видит многочисленные фотографии и награды убитого, занимавшегося спортивной стрельбой, встречает бармена Альфонса Пакетта (Мюррей Хэмилтон), не желающего говорить об убийстве до суда, и сообщающего, что заведение перейдёт к Мэри Пилант (Кэтрин Грант), менеджеру Квилла. Ратледж, выслушав слухи о Пилант, сообщает Биглеру при встрече в ресторане, что та была любовницей Барри, и к тому же принесла ему меню. Та положительно отзывается о начальнике и не желает продолжать разговор. Мэнион показывает адвокату письмо, в котором говорится, что армия выделит ему врача, если тот ляжет на обследование, несмотря на то, что его не выпустят под залог, и сообщает, что жена не навещала его уже два дня. После ухода Биглера сокамерник оскорбляет миссис Мэнион, за что муж ударяет того о решётку.
Играя на пианино в баре, Биглер замечает миссис Мэнион за танцами. Адвокат советует ей воздержаться от вызывающих нарядов и походов в подобные места, пока идёт дело, и подвозит девушку до трейлерного парка. Лаура говорит о своём одиночестве и получает отказ на предложение зайти внутрь.
Пятничное заседание окружного суда под председательством судьи Уивера (Джозеф Н. Уэлч), временно замещающего заболевшего коллегу Мэйтлэнда, города Айрон-Клифф объявляется открытым. Ведётся дело Кларенса Маттигана, обвиняющегося в краже ящика бурбона со взломом в ночное время, который тот выпил. Тот отказывается от бесплатного адвоката и признаёт вину. Далее следует дело Мэниона, но обвиняемый не присутствует по причине обследования у психиатра в Детройте. Заседание переносится на утро понедельника.
Доктор Смит ставит диагноз «диссоциативная реакция» — временное помешательство, непреодолимый импульс. Обвиняемый возвращается в камеру. Коллеги начинают работу и обнаруживают в библиотеке прецедент «народ против Дюрфи» 1886 года, в котором обвиняемый был оправдан по причине непреодолимого импульса.
На суде миссис Мэнион предупреждает Биглера о приходе человека от Клода Дансера (Джордж К. Скотт), помощника генерального прокурора Лансинга, через записку. Дансер просит судью дать отстрочку, дабы их врач осмотрел обвиняемого. Доктор Рашетт сообщает, что смерть Квилла наступила от попадания пули в сердце, также на момент смерти тот не был стерилен. Биглер отвечает Мэниону, что присяжные не могут игнорировать сказанное, несмотря на призыв судьи не брать во внимание некоторые показания. Вызывается мистер Берк, рекламный фотограф, сделавший снимки покойного. Биглер замечает, что также присутствуют снимки миссис Мэнион. От Ратледж Пол узнаёт, что Маккарти напился и впервые за двадцать лет сел за руль, но не говорит, куда тот поехал. В это время Парнелл находится в полумиле от канадской границы.
На следующий день к обвинению присоединяется психиатр-наблюдатель Грегори Харкорт. Вызывается Альфонс Пакетт, свидетель убийства. По его словам, Мэнион застрелил Квилла, не проронив ни слова, после чего спокойно и полностью владея собой сказал ему «Тоже хочешь, козёл?» на «Вам не уйти безнаказанно». Биглер спрашивает про возвращение Барни, но свидетель не помнит, переоделся ли тот, когда сменил его. Замешкавшись, Пакетт говорит, что Квилл не говорил тому караулить приезд Мэниона. Также под стойкой было три заряженных оружия, которые Барни периодически демонстрировал посетителям. Дансер считает, что адвокат боится их. Вызывается Джордж Лемон (Расс Браун), сторож паркинга для туристов в Тандер-Бей и помощник шерифа, которому владеющий собой Мэнион сообщил об убийстве. Также он сообщает, что миссис Мэнион выглядела потрёпанной. На очередной протест прокурора Биглер срывается на крик и стучит по столу, на что получает замечание. Лемон сообщает о криках у ограды со слов туристов. Биглер говорит Ратледж позвонить армейскому психиатру и вызвать того послезавтра, та вновь отказывается сообщить, куда уехал Парнелл. Вызывается детектив, сержант Джеймс Дарго (Кен Линч), который отвёз убийцу, не раскаивающегося в содеянном, в тюрьму в ту же ночь. Биглер замечает, что защита посоветовала сержанту не сообщать о происшествии с женой обвиняемого, заменив это на «что-то произошло». После раздумий судья отклоняет протест обвинения касаемо вопроса о миссис Мэнион. Наконец сообщается об изнасиловании — лейтенанта разбудили крики у ограды. Утром в лесу были обнаружены следы шин, собачьих лап, и футляр с очками. Мистер Уивер, защита и обвинение не находят синоним слова «трусы», это слово вызывает смех, что порицается судьёй. Показания о детекторе лжи не принимаются, однако Дарго верит словам потерпевшей и добавляет, что по той дороге ездят любовники. По просьбе Дансера объявляется перерыв. Биглер узнаёт, что ему не было сообщено о клятве на чётках, взятых мужем с жены в том, что её изнасиловали, но супруги убеждают, что больше ничего не утаили.
Вызывается доктор Домпьер (Говард Макнир), вызванный в окружную тюрьму начальником полиции для взятия проб спермы у потерпевшей, но не обнаруживший их. Биглер замечает, что предметные стёкла проверял не специалист, а лаборант больницы городка Сент-Маргарет, так как полиция торопилась. Вновь вызывается Пакетт, сообщающий, что в ночь убийства миссис Мэнион была в узкой юбке, без чулок и красных туфлях на высоком каблуке. Адвокат замечает, что его подзащитный впал в ярость потому, что трудно сдержаться, когда узнаёшь, что такая красавица подверглась изнасилованию. Бармен сообщает, что после шести выпитых рюмок девушка сбросила туфли, бегала, прыгала, била себя по бёдрам, и флиртовала с Квиллом, с которым играла в пинбол. Биглер замечает, что подобное поведение в летнем отеле не является неподобающим, и девушка никому не мешала, и её вид интересовал только хозяина и бармена. Заседание переносится на завтра в субботу в 9:00.
Возвращаясь ночью в город, Маккарти таранит ворота и попадает в аварию, врезавшись в сарай, получив небольшой ушиб. Пол навещает друга, которому грозит обвинение в вождении без прав. Тот выяснил, изучив свидетельство о рождении Мэри Пилант, что работавший в то время лесорубом Барни Квилл был её отцом. В поздний час адвокат посещает отель, но мисс Пилант не хочет видеть его. Тогда Пол назначает встречу в баре. Девушка сообщает, что Барни был заботливым отцом. Биглер просит ту убедить Пакетта выступить на стороне защиты — якобы Квилл сообщил ему об изнасиловании, сказал сторожить Мэниона, в то время стоя рядом с оружием, но лейтенант вошёл и тут же выстрелил, попав первой пулей в сердце.
Вызывается обвиняемый, сообщающий, что вначале он хотел схватить Квилла и вызвать полицию. Выпив воды после убийства, он увидел, что пистолет разряжен, что наглядно продемонстрировал суду. В Корее он убил четверых — троих гранатой, одного из автомата, после убийств у него не было проблем с памятью или душевного расстройства. Вызывается потерпевшая, в это время в зал заходит мисс Пилант. Та была в полуобморочном состоянии, когда муж ушёл из трейлера, и пришла в себя только когда тот вернулся и сказал «Похоже, я убил Барни Квилла». Биглер демонстрирует способности пса Маффи, включающего и носящего фонарик. Собачка запрыгивает на Дансера, что вызывает смех. В первом браке Лаура была домохозяйкой, и развелась с мужем из-за моральной жестокости, поженившись с Фредериком через три дня после этого. Являясь католичкой, она отошла от церкви после развода и второго брака, Дансер ставит под сомнение честность её клятвы на чётках. Она ушла из дома в бар после небольшой ссоры без ведома уснувшего мужа, вернувшегося поздно, но отрицает, что у неё было свидание. Она позволила Квиллу подвезти её, дабы не показать тому свой страх или неприязнь, ведь он был с ней и её мужем. Миссис Мэнион говорит о нейлоновых трусах с кружевом по бокам, но не помнит, какого цвета они были, так как не проверяла, какая пара пропала. Обстановка накаляется — выясняется, что Мэнион избил молодого лейтенанта во время вечеринки в гостинице в честь прибытия полка, так как тот строил ей глазки. Дансер считает, что ревнивый муж хотел избить жену после её возвращения со свидания, поэтому та поклялась об изнасиловании, чтобы не сносить побои. На это рьяно протестует Биглер. Объявляется перерыв на обед.
Хромающий Маккарти встречает на вокзале 40-летнего доктора Смита (Орсон Бин), военного психиатра, и удивляется его молодости. На допросе тот утверждает, что в момент убийства Мэнион был временно невменяем и не отличал добро от зла — только прямое действие против Квилла могло снять напряжение, таким же способом нередко становятся героями войны. В этот момент человек может быть необычайно спокоен. Ратледж сообщает, что Пилант не явилась после перерыва. Дансер просит переговорить с Биглером и судьёй. Биглер просит судью посмотреть страницу 486 книги архивных дел — дело Дюрфи.
Вызывается доктор Грегори Харкорт, главный врач психиатрической больницы, утверждающий, что диссоциативная реакция не возникает на пустом месте и быстро, хотя она присуща людям, имевшим боевой опыт, и уверенный, что Мэнион отдавал отчёт своим действиям. Однако он признаёт, что у проводившего обследование Смита больше оснований для выводов. Вызывается Дуэйн «Дюк» Миллер, сосед по камере Мэниона на протяжении двух недель, ждущий приговора за поджог. По его словам, тот бахвалился тем, что уже обдурил адвоката, и обдурит присяжных, на что лейтенант бурно реагирует. Также он якобы говорил, что по освобождении изобьёт жену. Из личного дела выясняется, что свидетель шесть раз отбывал наказание в трёх разных штатах — трижды за поджог, дважды за бандитизм и один раз за кражу, также ему четыре раза добавляли срок за непристойное поведение, лжесвидетельствование и нарушение порядка. Биглер называет Миллера «существом» и прекращает допрос. Лейтенант Мэнион вызывается повторно, он всё отрицает и говорит, что общался с Миллером по пустякам. Также он ударил его о решётку, когда тот позволил себе оскорбление его супруги. Саму жену он никогда не бил, и не сомневается в изнасиловании.
Биглер ненадолго покидает зал и вызывает Мэри Пилант, Дансер тщетно протестует против внезапной свидетельницы. Та два года проживает в отеле в номере 42, в 43-м жил Квилл, между номерами находится крышка жёлоба, ведущего в прачечную. После убийства Квилла она спустилась в прачечную для сортировки белья, где обнаружила порванные женские трусы и выбросила, не придав им значения, но принесла их, поняв важность улики. Прокурор замечает, что до этого она не верила в изнасилование, поменяв решение сегодня утром, достав трусы. Девушке под нажимом обвинителя приходится признаться, что убитый был её отцом, а не любовником, зал гудит. Дансер сконфужен. Назначаются прения.
Миссис Ратледж решает купить новую печатную машинку с гонорара. Маккарти удивляется, как двенадцати разобщённым присяжным удаётся прийти к единому решению. Биглер играет на пианино. По телефону сообщают о готовности присяжных. Миссис Мэнион просит адвоката передать мужу, чтобы тот после освобождения отделал её до смерти, тот отказывается принять в подарок трусы, девушка называет Биглера «Полли» и гладит по подбородку.
Судья требует не шуметь во время оглашения вердикта. Старшина присяжных объявляет об оправдании  Мэниона ввиду невменяемости.
Наутро довольные Биглер и Маккарти едут в трейлерный парк, чтобы получить подпись Мэниона на векселе, который послужит обязательством уплатить гонорар за выигранное дело. По дороге Парнелл объявляет, что решил бросить пить, и Пол отвечает, что гордится своим компаньоном. Однако на месте Джордж Лемон сообщает им, что супруги Мэнион, веселившиеся всю ночь и оставившие кучу мусора, сбежали, и передаёт им издевательское письмо, зачитываемое Маккарти:
«Дорогой мистер Биглер,

Простите, но я вынужден уехать — меня охватил непреодолимый импульс.

Фредерик Мэнион»
Биглер с достоинством переносит полученное известие и с улыбкой предлагает поехать к Мэри Пилант, первой клиентке, дабы управлять наследством Квилла. Парнелл произносит: «Вот это я называю „правосудием для всех“».

## В ролях
- Джеймс Стюарт — Пол «Полли» Биглер, адвокат
- Ли Ремик — Лаура Мэнион, жена Фредерика
- Бен Газзара — лейтенант Фредерик Мэнион
- Джордж К. Скотт — Клод Денсер, помощник генерального прокурора штата
- Джозеф Н. Уэлч — судья Уивер
- Артур О’Коннелл — Парнелл Эмметт Маккарти, друг и коллега Биглера
- Ив Арден — Мэйда Ратледж, секретарша Биглера
- Кэтрин Грант — Мэри Пилант, менеджер отеля
- Орсон Бин — доктор Мэтью Смит
- Расс Браун — Джордж Лемон, сторож туристического паркинга
- Мюррей Хэмилтон — Альфонс «Ал» Пакетт, бармен
- Брукс Уэст — Митч Лодвик, окружной прокурор
- Кен Линч — Джеймс Дарго, сержант полиции, детектив
- Джон Куолен — Суло, заместитель шерифа
- Говард Макнир — доктор Домпьер

## Цензура
В 1959 году городские власти Чикаго запретили компании Columbia Pictures прокат фильма, аргументируя своё решение тем, что в сценах суда использовались такие слова, как «изнасилование», «сперма», «проникновение» и «контрацепция». Члены комиссии, возмущённые монологом героини Лоры Мэнион об изнасиловании, заявили, что сочетание терминологии в совокупности с описанием изнасилования позволяет классифицировать фильм как непристойный.
Режиссёр и продюсер фильма Отто Премингер в качестве представителя компании Columbia Pictures подал иск против городских властей в Окружной суд США Северного округа штата Иллинойс. Его требования сводились к разрешению демонстрации фильма в Чикаго и пресечению дальнейших попыток препятствия показу. Суд постановил, что при оценке фильма необходимо учитывать, какое общее впечатление он производит на среднестатистического зрителя. Исходя из того, что медицинские термины, упоминаемые в стенах суда, вряд ли «способны пробудить в нормальных зрителях похоть до такой степени, что она перевесит их художественные представления и искушённость», суд опроверг решение городской комиссии.

## Награды
- 1959 — Кубок Вольпи за лучшую мужскую роль на Венецианском кинофестивале (Джеймс Стюарт).
- 1959 — 2 премии Общества кинокритиков Нью-Йорка за лучшую мужскую роль (Джеймс Стюарт) и лучший сценарий (Уэнделл Мэйс).
- 1959 — включение в список десяти лучших фильмов года по версии Национального совета кинокритиков США.
- 1960 — 7 номинаций на премию «Оскар»: лучший фильм (Отто Премингер), лучший адаптированный сценарий (Уэнделл Мэйс), лучшая мужская роль (Джеймс Стюарт), лучшая мужская роль второго плана (Артур О’Коннелл и Джордж К. Скотт), лучшая операторская работа (чёрно-белый фильм) (Сэм Ливитт), лучший монтаж (Луис Леффлер).
- 1960 — 4 номинации на премию «Золотой глобус»: лучший драматический фильм, лучший режиссёр (Отто Премингер), лучшая женская роль (драма) (Ли Ремик), лучшая мужская второго плана (Джозеф Н. Уэлч).
- 1960 — 3 номинации на премию BAFTA: лучший фильм (Отто Премингер), лучший зарубежный актёр (Джеймс Стюарт), лучший актёр-дебютант (Джозеф Н. Уэлч).
- 1960 — номинация на премию Гильдии режиссёров США за лучшую режиссуру художественного фильма (Отто Премингер).
- 1960 — номинация на премию Гильдии сценаристов США за лучшую американскую драму (Уэнделл Мэйс).
- 1960 — премия «Грэмми» за лучшую музыку к кино- или телефильму (Дюк Эллингтон).